# Jan Filip Frimont
Jan Maria Filip hrabě Frimont z Paloty, kníže d'Antrodocco (Johann Maria Philipp Graf Frimont von Palota, Fürst / Principe d'Antrodocco) (3. ledna 1759, Fénétrange, Lotrinsko – 26. prosince 1831, Vídeň) byl rakouský generál francouzského původu. Do rakouské armády vstoupil v sedmnácti letech jako vojín, později se vyznamenal ve válkách proti Francii jako velitel jezdeckých oddílů. V závěru napoleonských válek dosáhl hodnosti generála kavalerie (1813), poté působil jako vrchní velitel v italských provinciích Rakouského císařství. V Itálii obdržel titul knížete (1821), v Rakousku byl povýšen na hraběte a získal statky v Uhrách. V závěru své kariéry byl povolán do funkce prezidenta Dvorské válečné rady (1831), zemřel však několik týdnů poté.

## Životopis

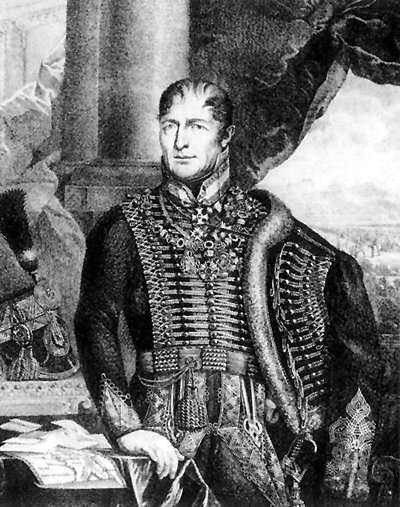
Generál Jan Filip Frimont

Pocházel z francouzské šlechtické rodiny, narodil se na zámku Fénétrange v Lotrinsku jako syn důstojníka francouzské armády. V roce 1776 vstoupil do císařské armády, zúčastnil se války o bavorské dědictví a bojů proti Turkům. Později se několikrát vyznamenal ve francouzských revolučních válkách, kdy rychle postupoval v hodnostech (major 1796, podplukovník 1797, plukovník 1798), v roce 1795 obdržel rytířský kříž Řádu Marie Terezie. V prohrané bitvě u Marenga se vyznamenal jako velitel jezdectva, téhož roku byl povýšen na generálmajora (1800). Ve válkách v letech 1805 a 1809 znovu bojoval v Itálii, mezitím získal titul svobodných pánů (1808) a v roce 1809 byl povýšen na polního podmaršála, zároveň získal komandérský kříž Řádu Marie Terezie. Ve Schwarzenbergově kontingentu Napoleonovy Grande Armée byl velitelem jízdy a zúčastnil se tažení do Ruska. V letech 1813–1814 se zúčastnil závěrečné fáze bojů proti Napoleonovi a v roce 1813 dosáhl hodnosti generála jízdy. Po Pařížském míru byl velitelem spolkové pevnosti v Mohuči (1814–1815) a v roce 1815 byl jmenován c. k. tajným radou. Během Napoleonova stodenního císařství byl vrchním velitelem v Dalmácii a Itálii, odkud vytlačil Murata a Sucheta, se svým vojskem pronikl až k Lyonu. V roce 1814 získal Vojenský záslužný kříž a v roce 1815 byl dekorován velkokřížem Leopoldova řádu.
Po napoleonských válkách byl velitelem rakouského sboru okupační armády ve Francii, souběžně byl velícím generálem v Lombardii (1815–1818). V letech 1819–1825 byl velitelem v Benátkách, odkud byl v roce 1821 vyslán k potlačení nepokojů v Neapolském království. Za to obdržel od neapolského krále Ferdinanda I. italský knížecí titul z Antrodocca a finanční dar 220 000 zlatých. V letech 1825–1831 byl vrchním velitelem v Lombardsko-benátském království, v této funkci v roce 1830 potlačil revoluční hnutí v Modeně. V roce 1831 získal titul hraběte a v listopadu téhož roku byl jmenován prezidentem Dvorské válečné rady, zemřel však již o měsíc později.
Kromě uvedených rakouských řádů získal po skončení napoleonských válek řadu vyznamenání od spojeneckých panovníků. Stal se nositelem velkokříže britského Řádu lázně, pruského Řádu červené orlice I. třídy, francouzského Řádu sv. Ludvíka nebo ruských řádů sv. Vladimíra a sv. Alexandra Něvského. Vzhledem ke svému pozdějšímu dlouholetému působení v Itálii získal také několik řádů od panovníků různých italských států.
Od roku 1809 byl ženatý s Katharinou Mitterbacherovou von Mitterburg. Jejich jediný syn Adalbert (Béla) (1817-1860) sídlil v Uhrách, kde vlastnil několik panství v Bihárské župě. Působil v nižších funkcích ve státní správě. Dcera Theodora (1812–1886) se provdala do uherské šlechtické rodiny Lónyayů.